# Брисеньо (Антьокия)
Брисеньо (исп. Briceño) — город и муниципалитет на севере Колумбии, на территории департамента Антьокия. Входит в состав субрегиона Северная Антьокия.

## История
Поселение, из которого позднее вырос город, было основано 1 января 1886 года. Муниципалитет Брисеньо был выделен в отдельную административную единицу в 1980 году. Название города связано с фамилией одного из основателей города генерала Хосе Мануэля Брисеньо.

## Географическое положение
Город расположен в северной части департамента, в гористой местности Центральной Кордильеры, на расстоянии приблизительно 89 километров к северу от Медельина, административного центра департамента. Абсолютная высота — 1160 метров над уровнем моря.

Муниципалитет Брисеньо граничит на севере и западе с муниципалитетом Итуанго, на востоке — с муниципалитетом Вальдивия, на юго-востоке и юге — с муниципалитетом Ярумаль, на юго-западе — с муниципалитетом Толедо. Площадь муниципалитета составляет 401 км².

## Население
По данным Национального административного департамента статистики Колумбии, совокупная численность населения города и муниципалитета в 2012 году составляла 8728 человек.
Динамика численности населения муниципалитета по годам:
| 2005 | 2006 | 2007 | 2008 | 2009 | 2010 | 2011 | 2012 |
| ---- | ---- | ---- | ---- | ---- | ---- | ---- | ---- |
| 8783 | 8776 | 8769 | 8761 | 8753 | 8745 | 8737 | 8728 |

Согласно данным переписи 2005 года мужчины составляли 54,2 % от населения Брисеньо, женщины — соответственно 45,8 %. В расовом отношении белые и метисы составляли 88,1 % от населения города; негры, мулаты и райсальцы — 11,9 %.
Уровень грамотности среди всего населения составлял 74,2 %.

## Экономика
Основу экономики Брисеньо составляет скотоводство.

63,2 % от общего числа городских и муниципальных предприятий составляют предприятия торговой сферы, 29,9 % — предприятия сферы обслуживания, 6 % — промышленные предприятия, 0,9 % — предприятия иных отраслей экономики.